# Glossogobius
Glossogobius és un gènere de peixos de la família dels gòbids i de l'ordre dels perciformes.

## Taxonomia
- Glossogobius ankaranensis (Banister, 1994)
- Glossogobius aureus (Akihito & Meguro, 1975)
- Glossogobius bellendenensis (Hoese & Allen, 2009)[2]
- Glossogobius bicirrhosus (Weber, 1894)
- Glossogobius brunnoides (Nichols, 1951)
- Glossogobius bulmeri (Whitley, 1959)
- Glossogobius callidus (Smith, 1937)
- Glossogobius celebius (Valenciennes, 1837)
- Glossogobius circumspectus (Macleay, 1883)
- Glossogobius coatesi (Hoese & Allen, 1990)
- Glossogobius concavifrons (Ramsay & Ogilby, 1886)
- Glossogobius flavipinnis (Aurich, 1938)
- Glossogobius giuris (Hamilton, 1822)
- Glossogobius hoesei (Allen & Boeseman, 1982)
- Glossogobius intermedius (Aurich, 1938)
- Glossogobius kokius (Valenciennes, 1837)
- Glossogobius koragensis (Herre, 1935)
- Glossogobius matanensis (Weber, 1913)
- Glossogobius muscorum (Hoese & Allen, 2009)[2]
- Glossogobius obscuripinnis (Peters, 1869)
- Glossogobius olivaceus (Temminck & Schlegel, 1845)
- Glossogobius robertsi (Hoese & Allen, 2009)[2]
- Glossogobius sparsipapillus (Akihito & Meguro, 1976)
- Glossogobius torrentis (Hoese & Allen, 1990)[3][4][5][6][7][8]